# Gerhard Gmoser
Gerhard Gmoser (* 2. Jänner 1925 in Graz; † 1999) war ein österreichischer Botschafter und Ölmaler.

## Leben
Gerhard Gmoser war von 1951 bis 1952 Bediensteter der Finanzlandesdirektion von Wien, Niederösterreich und Burgenland und studierte Rechtswissenschaft an der Universität Wien, wo er zum Doktor der Rechte promovierte. Die Päpstliche Universität Salamanca verlieh ihm eine Ehrendoktorwürde.
Von 1952 bis 1955 war er Attaché in Moskau unter Norbert Bischoff und besuchte Rudolf Appelt. In den Jahren von 1956 bis 1959 war er Botschaftssekretär dritter Klasse in Buenos Aires. Das Amt des Geschäftsträgers in Rabat übte er von 1961 bis 1964 aus. Danach arbeitete er bis 1966 im Bundesministerium für europäische und internationale Angelegenheiten. 1966 war er auch in Bonn tätig und anschließend bis 1968 in Dakar, Senegal unter Peter Jankowitsch beschäftigt. Von 1968 bis 1974 war er, als Botschafter, bei Suharto in Djakarta und konsekutiv bei Ferdinand Marcos in Manila akkreditiert.
1974 leitete er im Außenministerium den Chiffre- und Übersetzungsdienst. Von März 1978 bis 1981 war er als Botschafter bei Jorge Rafael Videla in Buenos Aires und bei Alfredo Stroessner in Asunción akkreditiert. Er schloss in Argentinien ein Doppelbesteuerungsabkommen ab. Von 1984 bis 14. Mai 1986 war er Botschafter in Madrid. und von 1989 bis 1993 war er mit Sitz in Kopenhagen konsekutiv auch bei der Regierung in Reykjavík akkreditiert.